# Christelle Marchand
Pour les articles homonymes, voir Marchand.
Christelle Marchand, née le 17 octobre 1967 à Château-Gontier (Mayenne), est une handballeuse internationale française des années 1980-1990.
Marchand joue trois saisons en Ligue des champions et Coupe d'Europe avec l'USM Gagny. Sélectionnée à 90 reprises en équipe de France entre 1986 et 1993, elle participe au Mondial espoirs 1987 puis aux championnats du monde groupe C (1988 à Dreux), groupe B (1989 au Danemark et 1992 en Lituanie) et groupe A (1990 en Corée du Sud). Elle compte 36 sélections espoirs, 96 sélections France A.

## Biographie
Christelle Marchand commence le handball dans son village de Saint-Charles-la-Forêt, de benjamine à cadette. Dès la classe de seconde, en rentrant au lycée, elle choisit d'intégrer le Pôle espoir de Chartres plutôt que Lorient, plus pratique par le train.
Très en vue au sports-études, l'entraîneur du Dreux ACHB Gilbert Guihard la fait venir au club drouais en 1985,. Dès son arrivée, elle devient la principale artificière de la ligne arrière et permet au club de monter en 2e division en remportant le titre de N2. Aux côtés de l'ex-internationale Josiane Gabas, Marchand et les Drouaises montent en 1re division en 1989 avec le titre de N1B. Au terme de sa première saison dans l'élite, celle surnommée « Mayenne » au DAC décide de rejoindre l'USM Gagny. Guihard déclare alors : « Avant, elle était une joueuse du DAC jouant en équipe de France. Maintenant, elle est devenue une joueuse de l'équipe de France jouant au DAC ».
Elle poursuit son évolution en signant dans le meilleur club français, l'USM Gagny. À Gagny, elle était assistante commerciale en informatique.
Après Gagny et une belle carrière internationale, Christelle et son mari ne veulent pas rester vivre sur Paris, le Sud-Ouest les attire. Comme club féminin de handball de haut-niveau, il y a alors Bordes en N1 et Bayonne en N2. À l'occasion d'un match à Bègles, avec Gagny, elle déclare haut et fort vouloir finir sa carrière dans le Sud-Ouest. Éric Barada entend l'annonce et, deux ans après, le club de Bordes Sports Handball trouve du travail pour elle et son compagnon. À Bordes, elle travaille dans une entreprise de maintenance en froid.
Marchand raccroche au terme de la saison 1997. Elle désire créer une famille et rester vivre dans la région. Le couple a deux enfants Léa et Ugo. Elle ne quitte pas le handball pour autant et entraîne les équipes de jeunes. Elle découvre la jeune Alexandra Lacrabère qui est devenue internationale.

## Palmarès

### En clubs
- Championnat de France[note 1](2)
  - Championne en 1991 et 1992
- Coupe de France (2)
  - Vainqueur en 1992 et 1993
- Championnat de France de Division 2[note 1] (1)
  - Championne en 1989
- Championnat de France de Nationale 1[note 1] (1)
  - Championne en 1986

### En équipe de France
- Championnat du monde C
  - Finaliste : 1988

Jeux méditerranéens
- Médaille d'argent aux Jeux méditerranéens de 1991